# Дедуровский сельсовет
Дедуровский сельсовет — сельское поселение в Оренбургском районе Оренбургской области Российской Федерации.
Административный центр — село Дедуровка.

## История
24 сентября 2004 года в соответствии с законом Оренбургской области № 1472/246-III-ОЗ образовано сельское поселение Дедуровский сельсовет, установлены границы муниципального образования.

## Население
| 2010  | 2012  | 2013  | 2014  | 2015  | 2016  | 2017  |
| ----- | ----- | ----- | ----- | ----- | ----- | ----- |
| 1632  | ↗1647 | ↗1682 | ↘1662 | ↗1679 | ↘1657 | ↘1645 |
| 2018  | 2019  | 2020  | 2021  |       |       |       |
| ↘1601 | ↘1569 | ↘1540 | ↘1492 |       |       |       |

## Состав сельского поселения
| № | Населённый пункт | Тип населённого пункта       | Население |
| - | ---------------- | ---------------------------- | --------- |
| 1 | Дедуровка        | село, административный центр | ↘1492     |